# Orkiestra Isslera

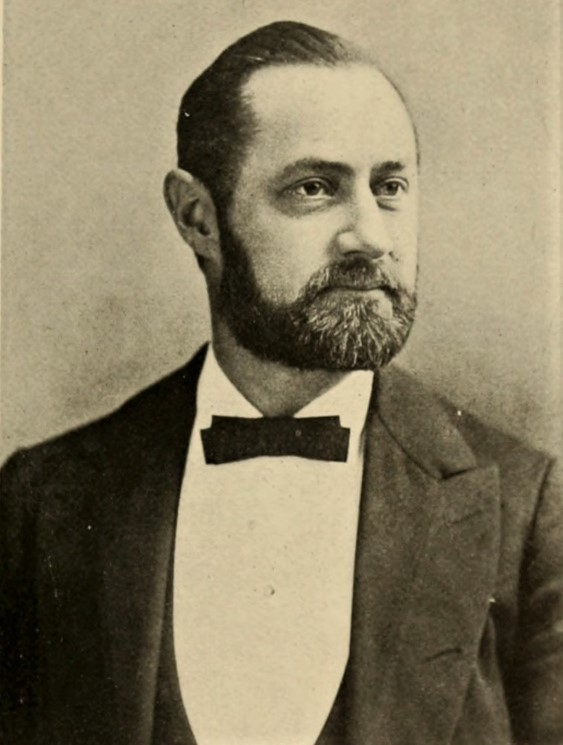
Portret przedstawiający Edwarda Isslera

Orkiestra Isslera (ang. Issler’s Orchestra) – pierwsza orkiestra, która zdobyła popularność poprzez nagrywanie swoich wykonań na wałkach do fonografu i płytach szelakowych.
W skład orkiestry wchodzili:
- Edward Issler (1855–?), pianino
- David B. Dana (1855–1914), kornet
- George Schweinfest (1862–1949), flet, piccolo
- A. T. Van Winkle (? – ?), skrzypce

Orkiestra została założona w 1888 roku. Największą popularność miała w latach 90. XIX wieku. Popularność zaczęła tracić z upływem czasu, kiedy to technika fonograficzna ciągle się rozwijała i pojawiały się to coraz nowsze i większe orkiestry. Ostatnie nagrania wykonali w 1900 roku, ale grali jeszcze przez kilka następnych lat.